# Цілинна ділянка балки Канцерівська
Цілинна ділянка балки Канцерівська — ботанічна пам'ятка природи місцевого значення. Об'єкт розташований на території Запорізького району Запорізької області, верхів'я балки «Канцерівська».
Площа — 5 га, статус отриманий у 1972 році.

## Природні особливості

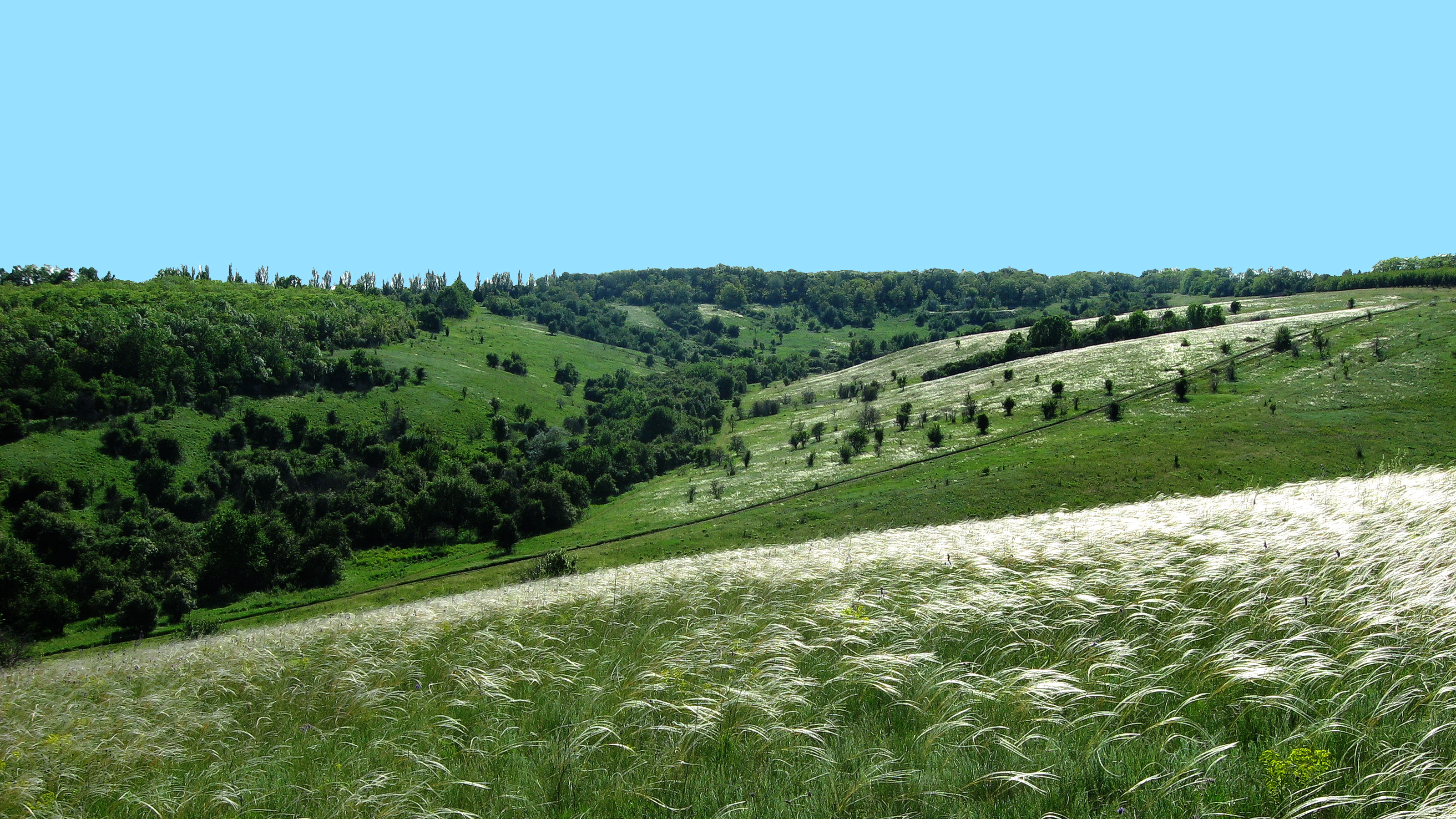
Балка Канцерівська

У ландшафтному відношенні пам'ятка природи знаходиться у верхів'ях одного з відрогів великої балки Канцерівська з однойменним струмком — правої притоки річки Верхня Хортиця.
На території пам'ятки природи зареєстровано ряд раритетних видів рослин і тварин.